# Юкі-цумугі
Юкі-цумугі (яп. 結城紬 шовк із Юкі) — шовкова тканина Японії, основне виробництво якої зосереджується в префектурах Ібаракі та Точігі. Також її називають просто Юкі. Цей високоякісний текстиль, який існує з періоду Нара, є важливим нематеріальним культурним надбанням Японії. Кацурі — тканина, яка була сплетена з волокон спеціально пофарбованих ниток та має  візерунки та зображення. Юкі традиційно мають візерунки, що характеризуються розмитим або матовим виглядом. Тканини, виготовлені в Японії з використання цієї техніки звуться Кацурі.

## Виробництво
Традиційні шовкові тканини під назвою цумугі виготовлялися по всій Японії. Основні виробничі райони були зосереджені в місті Юкі, в межах близько 20 кілометрів уздовж річки Кінугава. Тут було розвинуто шовківництво. С часом у селян накопичувалося чимало відходів шовкового волокна, з якого селяни почали прясти грубувату і нерівну пряжу, з якої потім ткали одяг собі або задля продажу. Полотно з відходів виходило міцним, практичним і теплим, хоч і не таким гладким і блискучим як справжній шовк. Спочатку новий Цумугі був жорсткіші і грубіші за шовк тонкого вироблення. Але чим довше носили такий одяг, тим м'якше і затишніше ставала тканина, не втрачаючи при цьому своєї міцності.
Зазвичай ткали Юкі-цумугі взимку, коли не було багато роботи. Пізніше механізація сільського господарства призвела до виробництва тканини цілий рік. Окрім ручного ткацтва зараз, є також машинне ткацтво (силові ремісничі верстати), Також використовуються різні види пряжі, наприклад, пряжа ручного прядіння або пряжа міцного кручення з прядильної фабрики.
У Юкі є «Народний музей Цумугі» у якому можна не тільки познайомитися з Юкі цумугі, а й самостійно зробити тканину.

## Історія
Згідно з народними переказами, за часів імператора Судзіна ремісник Оя Мікото переїхав з провінції Міно в Юкі. Кажуть, що він створив текстиль під назвою «Асігіну» (груба тканина, виткана товстою шовковою ниткою). Розвиваючись на основі попередніх шовкових технік, назва «юкі-цумугі» була прийнята в 1602 році. Тоді тканина використовувалася як подарунок для сьоґуна.Найстарішою книгою, в якій згадується Юкі Цумугі, є «Мобукісо», опублікована в 1638 році. У 1712 році Цумугі був представлений в «Wakan Sansai Zue» як найкраща тканина країни. Везерунки «Касурі» з'явилися у 1866 році. У 1867 році Юкі цумугі був виставлений на Всесвітній виставці у Відні і став всесвітньо відомим. Великі обсяги виробництва Юкі Цумугі в Японії тривало до 1930-х років, коли національний уряд передав його у Китай та Корею, відправляючи попередньо пофарбовані нитки за кордон, де робоча сила була дешевшою. Використовувалась також примусова праця. Так у 1928 році 54 % ткацтва Юкі в Японії було виконано безоплатними в'язнями в Китаї та Кореї.До останньої чверті 20 століття мало хто міг дозволити собі час, необхідний для фарбування та ручного ткання власного полотна. Однак зараз сучасні ремісники продовжують виробляти високоцінний текстиль, використовуючи традиційні методи.
Після цього 24 квітня 1956 року він був визнаний важливим нематеріальним культурним надбанням (лише полотняна тканина). У 1961 році у місті Юкі було створено Товариство збереження технологій важливих нематеріальних культурних цінностей. Було створено Товариство збереження автентичних технологій Юкі Цумугі. У 1977 року Міністерством економіки, торгівлі та промисловості Юкі було затверджено як традиційне ремесло. У 2004 році було виявлено, що на товари, які на момент перевірки якості не відповідали вимогам щодо віднесення до важливої нематеріальної культурної цінності, було незаконно видано сертифікат «Позначення важливого нематеріального культурного цінності». Агентство з питань культури доручило Товариству збереження зробити покращення, а продукти, які пройшли перевірку 3 червня 2005 року, були замінені на ваучери без позначки «Важливі нематеріальні цінності».
У 2010 році Юкі цумугі внесено до Списку нематеріальної культурної спадщини ЮНЕСКО .

## Технологія створення
Для виробництва тканини шовкову нитку спочатку витягують з коконів шовкопряда і вручну прядуть у пряжу. Потім на ткацькому верстаті виробляють тканину. Цумуги тчуть із забарвленої пряжі. Малюнок на тканині утворюється лише за рахунок переплетення складно пофарбованих ниток. Існують два типи Юкі цумугі в залежності від технології переплетіння ниток: полотняна та крепова. Принадність двох переплетень абсолютно різна. Якщо його класифікувати за візерунком, його можна розділити на однотонні, смугасті та ламані білі крапкові візерунки. Спочатку вироблялися лише однотонні та смугасті тканини, для яких для утоку використовували більш міцну кручену пряжу. В середині періоду Сьова після війни таке переплетення становило близько 90 % загальної кількості Юкі цумугі. Нинішній основний напрямок — це полотняне переплетення, яке використовує некручену пряжу для основи та утоку, що становить близько 97 % від загальної кількості. Для виготовлення достатньої кількості однотонної тканини для дорослого одягу може знадобитися до п'ятнадцяти днів, а для тканини з візерунком — до сорока п'яти днів.

### Крепове переплетіння
У префектури Ібаракі Юкі Цумугі вироблялося з використанням крученої пряжі (ненші), яка створюється шляхом сильного скручування приблизно 2000 разів на 1 метр на утокову нитку. Ткане полотно, в якому використовуються міцні нитки утоку, виробляється, а потім його занурюють в теплу воду. Клей на нитках утоку плавиться та нитка зменшується у довжині, що створює крепоподібну зернистість на всій поверхні полотна.
Кажуть, що така технологія Юкі Цумугі з'явилася приблизно в 1902 році, й тканина була добре прийнята, й використовувалася в жіночому одязі. В 1958 році створення такого цумугі становило 86 % обсягу виробництва. Однак, після того, коли полотняне переплетення стало більш механізованим, крепове плетіння на сьогодні займає лише 3 % від загальної кількості справжнього Юкі Цумугі.

## Вимоги до позначення важливих нематеріальних
Вимоги, передбачені при визначенні Юкі кумугі як важливого нематеріального культурного надбання країни, мають такі позиції: процесів защипування ниток, перетяжки Касурі та ткацтва.
- Усі використані нитки повинні бути розкрученими, які вручну переплетені.
- Якщо ви хочете додати візерунок Касурі, використовуйте ручну технологію.
- Плетіння треба робити шліфованим верстатом.

Якщо всі три вищезазначені вимоги не виконуються, тканина не вважається важливим нематеріальним культурним надбанням. «Справжний Юкі цумугі» — має штамп сертифіката та знак зареєстрованої торгової марки. Нині виробляють також шовкопрядильні та напівпромислові вироби, плетені з шовкової пряжі.

## Процес виробництва

### Сировина

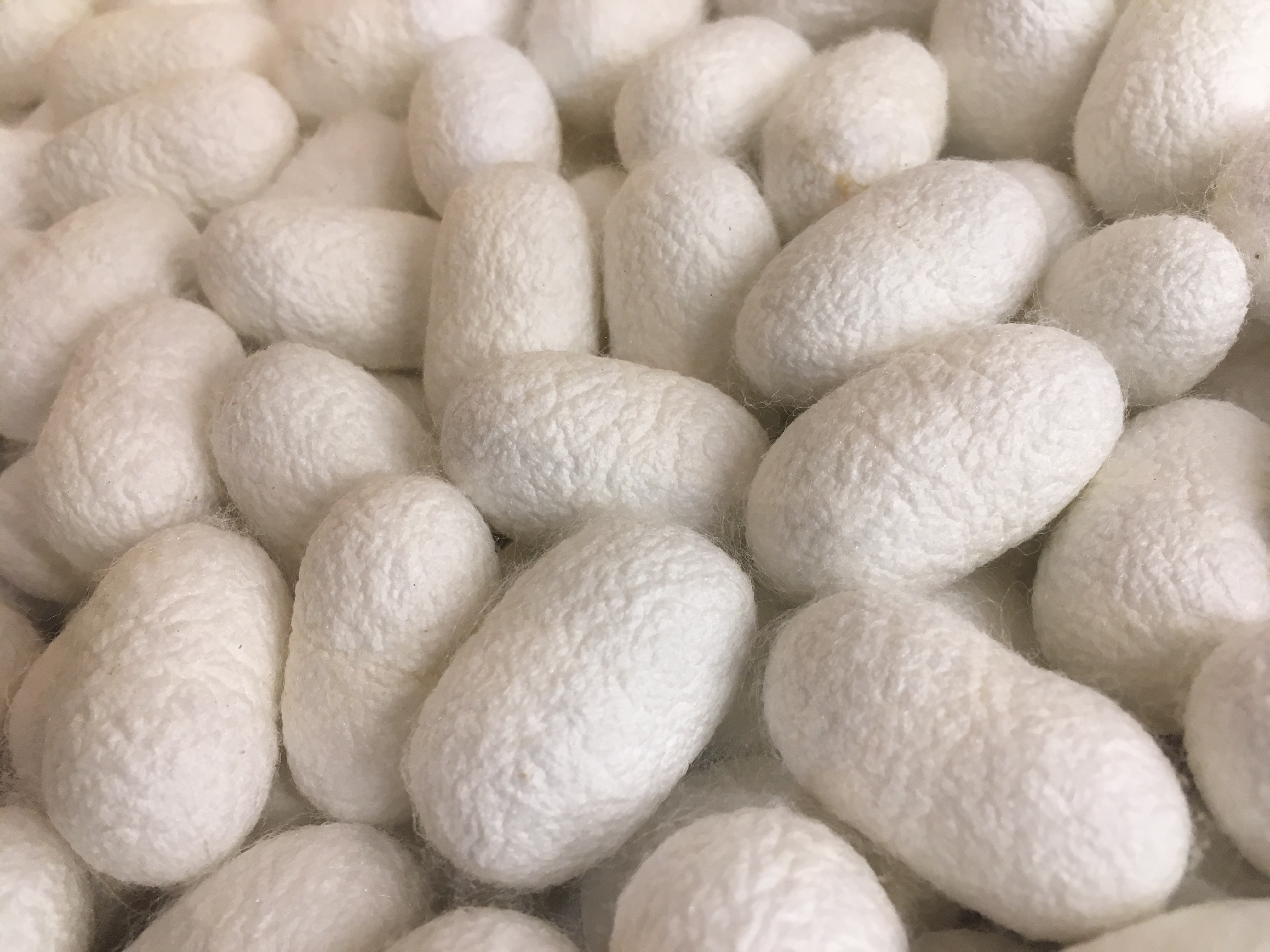
Кокони шовкопряда

Спочатку Юкі Цумугі виготовляли з шовку, виробленого у шовківництві навколо Юкі. Виробництво починається з того, що відварені кокони вручну розтягуються і деформуються до отримання мотків. Потім ці мотки висушуються і натягуються на спеціальні вертикальні барабани. І з них вручну витягуються-вищипуються нитки. Товщина нитки залежить лише від майстерності майстрині. Використовувалась також й бавовна.

### Прядіння
Прядіння ниток для Юкі — це процес виготовлення ниток за допомогою прядки з підготовленої шовкової сировини. Кужіль намотують на прядку під назвою «Цукуші» (спеціальний кілок із бамбука, до якого прикріплена кібігара — циліндр із борознами) й починають витягувати нитку. Щоб підтримувати рівномірну товщину, потрібна кваліфікована майстерність. У давнину для того, щоб нитка була добре скріплена, майстрині використовували свою слину. С давнини вважалося що саме липка слина й допомагає виробляти гарну, блискучу нитку. Сьогодні для цього використовується спеціальний клей. З витягнутих ниток в наслідку скручування потім прядуть нитку для текстилю. Хоча існують індивідуальні відмінності, але зазвичай потрібно до 10 днів, для створення пряжі довжиною біля 5000 метрів. Щоб мати можливість прясти некручену бавовняну пряжу справжній Юкі Цумугі, потрібно більше 10 років досвіду.

### Викривлення

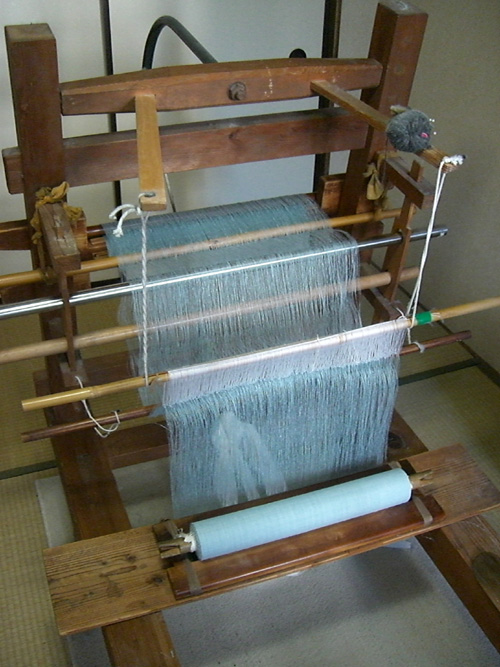
Ткацький верстат, який називається «джибата»

Викривлення — це процес виготовлення довжини та кількості ниток основи, необхідних для плетіння. Підготовлена пряжа намотується на рами, що мають ширину готової тканини. Зазвичай основа має довжину приблизно 14 метрів. Кількість голкових ниток становить 640, а шпулькових ниток 640, що становить 1280 ниток (у випадку однотонних або смугастих ниток), що еквівалентно ширині шматка тканини приблизно 24 см.

### Касурі
Його ще називають «Касурі Кукурі», що перекладається як «обв'яжу ниткою зафарбоване місце». Пофарбовану пряжу, яка вже намотана на раму, щільно перев'язують бавовняними нитками в тих місцях, де за задуманим малюнком мають залишитися непрофарбовані білі плями відповідно малюнку. Зав'язана частина не буде фарбуватися і залишиться як візерунок навіть після фарбування. Для малюнку з кілька кольорів треба повторіть процес фарбування. Для створення Юкі може знадобиться зв'язати десятки тисяч вузлів, і може знадобитися кілька місяців, щоб просто зробити візерунок Касурі. Крім того, при роботі з кількома людьми сила зв'язування змінюється, тому одна людина повинна робити це від початку до кінця. Потім для того щоб вийшов гарний візерунок Касурі, між вузликами потрібно щільно ввести барвник. Оскільки важко промочити барвником усю пряжу використовують «фарбування постукуванням», при якому змочений фарбою моток пряжі б'ють по землі. Саме цей засіб й став унікальною технікою Юкі Цумугі. Після того, як фарбування закінчено, розв'язують нитки.Через регіональні відмінності деякі види касурі класифікуються за місцем виробництва.

### Клей
Нитки, сплетені без скручування, розірвуться, як тільки буде прикладено зусилля. Клей використовують перед прядінням і намотуванням для збільшення міцності. Клей отримають шляхом змішування борошна і води. Пропорції залежать від товщини нитки і погоди під час роботи. Якщо клей буде занадто міцним, то нитки злипнуться і буде важко плести, тому потрібні досвід і інтуїція.

## Перевірка якості
Незалежно від того, чи була використана техніка, яка позначена як важлива нематеріальна культурна цінність, чи ні, усі тканини, виготовлені як справжні Юкі цумугі, перевіряються. Перевірка має 15 пунктів, таких як довжина, кількість кадрів, наявність колірних плям та стійкість. Тільки ті, що відповідають вимогам, будуть проставлені сертифікатом про проходження та відбитком відмітки. Членів профспілки перевіряють за мізерну ціну, але не членам профспілки потрібно 50 000 ієн за кожен шматок тканини.
Коли в 1887 році була утворена асоціація текстильної торгівлі, була розпочата перевірка та таврування тканин. Інспекція була передана в управління префектур Японії в 1933 році, а після 1962 року стала інспекцією виробника. В даний час будь який машинний цех ткацтва доставляє полотно до справжнього інспекційного кооперативу Юкі Цумугі і проходить перевірку. Перевірену тканину буде доставлено до оптового продавця і відправлено на ринок. Цікаво, що зони оптового продажу називають «смугастим магазином», оскільки Юкі Цумугі раніше мав багато смугастих візерунків.